# Vittorio Giovine
Vittorio Giovine (Vasto, 30 settembre 1891 – Roma, 22 agosto 1982) è stato un generale e aviatore italiano, veterano della prima guerra mondiale, dove partecipò alla battaglia di Gorizia, alla battaglia di Caporetto, alla battaglia del solstizio e alla battaglia di Vittorio Veneto e fu decorato con una Medaglia d'argento e due di bronzo al valor militare. Nel 1923 transitò in forza alla Regia Aeronautica, e poi frequentò l'Istituto Sperimentale Aeronautico conseguendo il diploma di Costruttore Aeronautico. Tra il 1930 e il 1931 fu comandante del 7º Stormo Bombardamento Notturno, e tra il 1936 e il 1939 della Regia Accademia Aeronautica di Caserta. Dopo lo scoppio della seconda guerra mondiale fu comandante della 3ª Zona Aerea Territoriale di Roma (1940-1942), e Capo del Personale del Ministero dell'aeronautica (1942-1943). Inventore del regolo aerofotografico che porta il suo nome.

## Biografia
Nacque a Vasto il 30 settembre 1891 figlio di Raffaele e Concettina Anelli. Rimasto orfano di padre all'età di due anni, dopo i primi studi compiuti nella sua città natale, si trasferì a Chieti dove si diplomò presso il locale Istituto Tecnico, nella sezione fisico matematica. Arruolatosi nel Regio Esercito, nel 1910 iniziò a frequentare la Regia Accademia Militare di Artiglieria e Genio di Torino, uscendone nell'agosto 1914 con il grado di sottotenente, assegnato all'arma di artiglieria in forza al 18º Reggimento artiglieria da campagna. Nel marzo del 1915 chiese, ed ottenne, di essere ammesso a frequentare il corso per osservatore d'aeroplano, uscendone nell'aprile successivo primo della graduatoria.
Rientrato in servizio al reggimento, all'atto dell'entrata in guerra del Regno d'Italia, avvenuta il 24 maggio 1915, partì per il fronte, con il grado di capitano, ma venne subito richiesto dal Servizio Aeronautico. 
Prestò servizio presso la 6ª Squadriglia da ricognizione e combattimento Nieuport nella quale il 20 giugno 1915 per un guasto al motore precipita rimanendo ferito, la 1ª e 10ª Squadriglia Farman, e fu comandante della 5ª Squadriglia per l'artiglieria (marzo-aprile 1916) che al 15 aprile 1916 diventa la 45ª Squadriglia (aprile-giugno 1916), della 47ª Squadriglia (giugno 1916-settembre 1916), con cui partecipò alla battaglia di Gorizia, venendo decorato con una medaglia di bronzo al valor militare. Assunse poi il comando della 46ª Squadriglia (11 marzo 1917-31 agosto 1917) e della 48ª Squadriglia (11 settembre 1917-21 aprile 1918), dove fu decorato con una Medaglia d'argento al valor militare, e quindi del II Gruppo aeroplani (11 luglio-novembre 1918) con cui si distinse durante la battaglia del solstizio e quella di Vittorio Veneto dove ricevette un encomio solenne.
Subito dopo la fine delle ostilità assunse il comando del V Gruppo aeroplani ricoprendo tale incarico tra il dicembre 1918 e il 1 agosto 1919, quando l'unità venne sciolta. Il 16 ottobre 1923 lasciò definitivamente l'arma di artiglieria, entrando nei ruoli della Regia Aeronautica.  Nel 1925 conseguì il brevetto di pilota, poi frequentò l'istituto Sperimentale Aeronautico conseguendo il diploma di Costruttore Aeronautico e la promozione a tenente colonnello. A partire dal 1926 ricoprì la carica di Direttore del Corso Superiore d'Aeronautica di Roma, e nell'ottobre dello stesso anno sposò la signorina Maria Maddalena Galeotti. In seguito fu in servizio presso l'Ispettorato tattico dell'Arma Aeronautica e poi presso lo Stato maggiore della Regia Aeronautica.
Nell'estate del 1930 assunse il comando del 7º Stormo Bombardamento Notturno, ricoprendo tale incarico fino al 1931. In occasione delle nozze del Principe di Piemonte con la principessa Maria José del Belgio, per aver comandato la divisione aerea durante la rivista militare aeronautica effettuata cielo di Roma, fu insignito da S. M. il Re Alberto I del Belgio della onorificenza di Commendatore dell'Ordine della Corona. Capo divisione informazioni e poi Capo divisione addestramento, comandante della Scuola di aviazione civile di Roma, nel 1935 venne promosso generale di brigata aerea, e dall'ottobre 1936 fu comandante della Regia Accademia Aeronautica di Caserta, incarico che ricoprì fino al settembre 1939. Promosso generale di divisione aerea, nel marzo 1940 assunse il comando della 3ª Zona Aerea Territoriale di Roma. Nel 1942 divenne generale di squadra aerea,  subito dopo ricoprì il ruolo di Capo del Personale del Ministero dell'aeronautica. Nel secondo dopoguerra transitò brevemente in servizio nella neocostituita Aeronautica Militare Italiana, dove rimase fino al 1947 quando andò definitivamente in pensione. Proseguì una intensa attività di conferenziere e saggista in materia di aviazione, e ricoprì altri importanti incarichi, come insegnante nei corsi per ufficiali generali e fu presidente del Registro Aeronautico. Ritiratosi a vita privata a Roma, ebbe un forte legame con la sua città natale, pubblicando numerosi articoli e lettere scritte dapprima per il periodico Histonium diretto da Espedito Ferrara, e poi per il mensile Vasto Domani diretto da Angelo Cianci. Si spense a Roma il 22 agosto 1982. Una piazza di Vasto porta il suo nome.

## Pubblicazioni
- Sulla costruzione di una carta aeronautica, 1926.
- Il problema dell'atterramento nella nebbia, 1930.
- Guerra aerea o guerra terrestre?, con Edoardo Monti, Poligrafico dello Stato, Roma, 1932.
- Il tiro dall'alto, 1940.
- Il fattore aereo nella guerra attuale, 1942.

### Annotazioni
1. ↑  L'encomio recitava: attraverso gravi difficoltà, a causa delle pessime condizioni atmosferiche che ostacolavano fortemente la navigazione, conduceva in gruppo compatto oltre 20 aeroplani a mitragliare e bombardare truppe nemiche nella valle del Piave, nella conca di Feltre e Belluno con effetti efficacissimi, soffermandosi a lungo sulla zona e facendo ritorno in gruppo al campo, esempio magnifico di perizia tecnica e di calmo sereno coraggio.
2. ↑  Testimoni di nozze per lo sposo furono il Grande ufficiale Gelsomino Zaccagnini e il dottor Francescopaolo Giovine.

### Fonti
1. 1 2 3 4 5 6 7 8 9 10 11 12 13 14  Mancini 1936, p. 304.
2. 1 2 3 4 5 6 7  Noi Vastesi.
3. ↑   Bollettino ufficiale delle nomine, promozioni e destinazioni negli ufficiali e sottufficiali del R. esercito italiano e nel personale dell'amministrazione militare, 1924,  p. 244. URL consultato il 15 maggio 2020.
4. ↑  Supplemento Ordinario alla Gazzetta Ufficiale del Regno d'Italia n.28 del 3 febbraio 1940, pag.16.
5. ↑  Gazzetta Ufficiale del Regno d'Italia n.225 del 26 settembre 1935, pag.4721.